# Gymnosoma siculum
Gymnosoma siculum is een vliegensoort uit de familie van de sluipvliegen (Tachinidae). De wetenschappelijke naam van de soort is voor het eerst geldig gepubliceerd in 1981 door Dupuis & Genduso.